# Kinh tế Peru
Kinh tế Peru là nền kinh tế có thu nhập trung bình cao theo phân loại bởi Ngân hàng Thế giới  và lớn thứ 47 trên thế giới tính theo tổng GDP. Peru là một trong những nền kinh tế tăng trưởng nhanh nhất thế giới vào năm 2012, với tốc độ tăng trưởng GDP là 6,3%. Tính đến năm 2018, tốc độ tăng trưởng GDP của quốc gia này đã chậm lại 3,99%. Peru hiện có chỉ số phát triển con người cao là 0,741 và GDP bình quân đầu người trên 12.000 đô la theo hình thức PPP.
Các nhà kinh tế tân cổ điển sẽ giải thích hiệu suất kinh tế lành mạnh của Peru là sự kết hợp của:
- Ổn định kinh tế vĩ mô
- Chi tiêu tài chính thận trọng
- Tích lũy dự trữ quốc tế cao
- Giảm nợ nước ngoài
- Thành tích của tình trạng cấp đầu tư
- Thặng dư tài chính

Tuy nhiên, các nhà kinh tế hậu Keynes sẽ lập luận rằng những gì kinh tế học tân cổ điển coi là chi tiêu tài chính"thận trọng"không gì khác hơn là một biện pháp để hạn chế chi tiêu của chính phủ nhằm khiến Peru phụ thuộc vào thu nhập xuất khẩu và do đó khuyến khích nó mở cửa nền kinh tế Peru để tự do thương mại vì lợi ích của các nước phương tây khác. Mặc dù tăng trưởng là rất đáng kể, sự bất bình đẳng thu nhập vẫn còn, và phần lớn rừng mưa của Peru đã bị hủy hoại trong quá trình khai thác vàng và bạc.
Tất cả những yếu tố này đã giúp Peru có những bước tiến lớn trong phát triển, với sự cải thiện về tài chính của chính phủ, giảm nghèo và tiến bộ trong các lĩnh vực xã hội. Nghèo đói đã giảm đáng kể trong thập kỷ qua, từ gần 60% năm 2004 xuống còn 20,5% vào năm 2018.
Peru là một nền kinh tế thị trường xã hội mới nổi, đặc trưng bởi mức độ ngoại thương cao. Sự bất bình đẳng về cơ hội đã giảm: từ năm 1991 đến năm 2012, xếp hạng của Peru về Chỉ số cơ hội con người của Ngân hàng Thế giới đã được cải thiện đáng kể khi đầu tư công vào nước, vệ sinh và năng lượng điện đã duy trì xu hướng giảm bất bình đẳng về cơ hội. Nền kinh tế của nó rất đa dạng, mặc dù xuất khẩu hàng hóa vẫn chiếm một tỷ lệ đáng kể trong hoạt động kinh tế và do đó khiến nền kinh tế chịu rủi ro biến động giá cả trên thị trường quốc tế. Thương mại và công nghiệp tập trung ở Lima nhưng xuất khẩu nông sản đã dẫn đến sự phát triển ở tất cả các khu vực.
Hiệu quả kinh tế của Peru đã gắn liền với xuất khẩu, nơi cung cấp ngoại tệ mạnh để tài trợ cho nhập khẩu và thanh toán nợ nước ngoài. Xuất khẩu chính của Peru là đồng, vàng, kẽm, dệt may, hóa chất, dược phẩm, sản xuất, máy móc, dịch vụ và bột cá; các đối tác thương mại lớn của nó là Hoa Kỳ, Trung Quốc, Brazil, Liên minh châu Âu và Chile.  Mặc dù xuất khẩu đã mang lại doanh thu đáng kể, tăng trưởng tự duy trì và phân phối thu nhập bình đẳng hơn đã được chứng minh là khó nắm bắt.
Dịch vụ chiếm 43% tổng sản phẩm quốc nội của Peru, tiếp theo là sản xuất (32,3%), công nghiệp khai thác (15%) và thuế (9,7%). Tăng trưởng kinh tế gần đây đã được thúc đẩy bởi sự ổn định kinh tế vĩ mô, cải thiện thương mại và đầu tư và tiêu dùng tăng.  Trung Quốc đã trở thành đối tác thương mại lớn nhất của Peru sau hiệp định thương mại tự do với Cộng hòa Nhân dân Trung Hoa được ký ngày 28 tháng 4 năm 2009  các hiệp định thương mại tự do bổ sung đã được ký kết với Hoa Kỳ (2006)  hiệp định thương mại tự do với Hoa Kỳ (2006)  Hoa Kỳ đã ký ngày 12 tháng 4 năm 2006, Liên minh Châu Âu ngày 26 tháng 6 năm 2012. 26 tháng 6 năm 2012/peru-suscribio-tlc-con-la-union-europea Hiệp định xúc tiến thương mại EU và Peru, với hiệp định thương mại tự do Nhật Bản với chế độ quân chủ lập hiến của Nhật Bản được ký ngày 31 tháng 5 năm 2011 
Lạm phát năm 2012 tại nước này là thấp nhất ở Mỹ Latinh,  chỉ 1,8%, nhưng tăng trong năm 2013 khi giá dầu và hàng hóa tăng; tính đến năm 2014, nó ở mức 2,5%. Tỷ lệ thất nghiệp đã giảm đều đặn trong những năm gần đây và tính đến năm 2012 là 3,6%.